# Kardinal Alojzije Stepinac – Osnovne činjenice o osobi i djelu
Kardinal Alojzije Stepinac – Osnovne činjenice o osobi i djelu je knjiga autora Šimuna Šite Ćorića. Knjiga je dvojezična, tiskana u pet posebnih izdanja tiskana, uz hrvatski, na engleskom, španjolskom, talijanskom, francuskom i njemačkom jeziku. Knjižica pruža kratko i pouzdano informiranje o osobi koju je Sveta Stolica proglasila blaženikom, s jedne strane. Sadrži (bio)bibliografske podatke za svako daljnje temeljito iščitavanje života i djela kardinala Alojzija Stepinca.